# جایی که هیزل با تبهکار روبرو شد
جایی که هیزل با تبهکار روبرو شد (انگلیسی: Where Hazel Met the Villain) یک فیلم کوتاه کمدی به کارگردانی راسکو آرباکل است که در سال ۱۹۱۴ منتشر شد.

## گزیدهٔ بازیگران
- راسکو آرباکل
- مینتا دارفی
- میبل نورماند